# Orlando Bandeira Vilela
Orlando Bandeira Vilela (João Pessoa, 2 de janeiro de 1898 — Rio de Janeiro, 20 de outubro de 1980) foi um advogado e político brasileiro.

## Carreira
Graduou-se como bacharel em Direito pela Faculdade de Direito da Universidade do Rio de Janeiro. Em junho de 1920, foi nomeado, através de concurso público, para a Alfândega de João Pessoa. Ocupou também o cargo de Secretário Chefe de Gabinete do Ministro da Fazenda Artur de Souza Costa.
Foi Ministro da Fazenda no governo de Getúlio Vargas, assumindo o ministério interinamente de 14 de junho a 9 de agosto de 1937.